# Varsenare

Varsenare é uma vila e deelgemeente do município belga de Jabbeke, província de Flandres Ocidental.